# Armée nationale volontaire de défense
L'Armée nationale volontaire de défense (ANVD, tibétain : Tensung Danglang Magar) est un mouvement de résistance tibétain fondé par Gompo Tashi dont le but est de s'opposer à l'invasion du Tibet par la Chine.
L'Armée nationale volontaire de défense succède au mouvement Chushi Gangdruk (Quatre fleuves, six montagnes).
En 1958, Tsering Gonpo Jangtsang, devient l'un des principaux dirigeants de l'Armée nationale volontaire de défense.